# Paul Anton von Manteuffel
Paul Anton von Manteuffel (* 5. September 1707; † 3. April 1773 in Schadewalde bei Lauban) war ein preußischer Oberst und Kommandeur eines Grenadierbataillons.

## Leben

### Herkunft
Paul Anton war ein Angehöriger des Stammes Poplow des pommerschen Adelsgeschlecht Manteuffel. Seine Eltern waren der Erbherr auf Collatz, Ewald von Manteuffel (1645–1723), und dessen zweite Ehefrau Barbara Agnes von Kameke aus dem Hause Kratzig († 1725). Der Generalleutnant Heinrich von Manteuffel war sein Bruder.

### Militärlaufbahn
Manteuffel besuchte das Gymnasium in Neustettin, bevor er 1731 in die Preußische Armee eintrat. Für 17 Jahre stand er im Regiment „von Borcke“. 1741 diente er als Premierleutnant und Kompanieführer in dem neuerrichteten Füsilierregiment „du Moulin“ und mutete noch 1744 in den Rang eines Leutnants. 1750 war Manteuffel bereits zum Kapitän avanciert und stieg 1756 weiter auf zum Major und Kommandeur eines Grenadierbataillons, das aus den Grenadieren der Regimenter Nr. 37 und Nr. 40 gebildet wurde. In der Schlacht bei Breslau 1757 wurde er schwer verwundet und geriet im Anschluss in Gefangenschaft der Österreicher. Er hatte einen Schuss in den rechten Fuß und einen in die linke Brustseite erhalten. In Breslau wurde die Kugel aus der Brust entfernt und ein Jahr später auch die aus dem linken Fuß. Es dauerte bis 1761, bis er wieder soweit hergestellt war, dass er wieder einsatzfähig war.
Im Jahr 1760 war Manteuffel zum Oberstleutnant befördert worden, konnte aber den aktiven Dienst erst 1761 erneut aufnehmen und kommandierte bis zum Kriegsende als Oberst eine Brigade. Bei der Belagerung von Schweidnitz wurde er bei der Explosion einer Mine verschüttet, konnte aber noch rechtzeitig ausgegraben werden. Nach dem Krieg nahm er als Obrist im Infanterieregiment No. 37 unter August Wilhelm von Braun 1763 seinen Abschied und erwarb 1764 das Gut Schadewalde bei Lauban, wo er seinen Lebensabend verbrachte. Manteuffel wurde in Marklissa beigesetzt.

### Familie
Manteuffel vermählte sich 1748 mit Freiin Friederike Dorothea von Dyhrrn († nach 1770), Tochter des Freiherrn Melchior Abraham von Dyhrrn, Erbherr auf Herzogswalde und der Anna Helene von Nimptsch a.d.H. Altendorf
1. Friedrich Ewald (* 1756; † jung)
2. Anna Friederike (Antoinette) (* 1756, † nach 1779), Erbin zu Schadewalde

⚭ 1774 Friedrich Ludwig Leopold von Honstedt, preußischer Major in Küstrin
⚭ Hans Ernst Friedrich von Posadowsky und Postelwitz (* 23. Januar 1756)